# Kroonprins Christiaanland
Het Kroonprins Christiaanland (Groenlands: Nuna Kunngi Christian, Deens: Kronprins Christian Land) is een schiereiland in Nationaal park Noordoost-Groenland in het noordoosten van Groenland. De oostelijkste punt van het Kroonprins Christiaanland is Nordostrundingen, wat tevens het oostelijkste uiteinde van Noord-Amerika vormt.
Het schiereiland is vernoemd naar Christiaan X van Denemarken.

## Geografie
Het gebied wordt in het noordwesten begrensd door het Danmarkfjord, in het noorden door de Wandelzee, in het oosten door de Groenlandzee, in het zuidoosten door de Dijmphna Sund en Hekla Sund en in het zuidwesten door het Nioghalvfjerdsfjorden.
Aan de overzijde van het water ligt in het noordwesten het Mylius-Erichsenland, in het zuidoosten Hovgaard Ø en in het zuidwesten Lambertland.
Het schiereiland wordt door het Ingolffjord gedeeltelijk in twee delen doorsneden. Daarnaast bestaat het uit verschillende deelgebieden, waaronder:
- Skallingen, het meest zuidelijke deel van het schiereiland
- Holmland, in het oosten
- Amdrupland, in het oosten
- Prinses Elisabeth Alpen, een gebergte
- Prinses Caroline-Mathilde Alpen, een tweede gebergte
- Flade Isblink, een grote ijskap in het noordelijk deel

Aan de noordzijde van het schiereiland is de enige nederzetting en heet Nord. Het dient als militaire basis en weerstation.

### Gletsjers
Het schiereiland kent meerdere gletsjers, waaronder in het noorden met de Marsk Stiggletsjer en aan het Ingolffjord met de Hjørnegletsjer, Smalle Spærregletsjer, Brede Spærregletsjer, Bjørnegletsjer, Tobiasgletsjer en Mågegletsjer.